# Zadni Granat

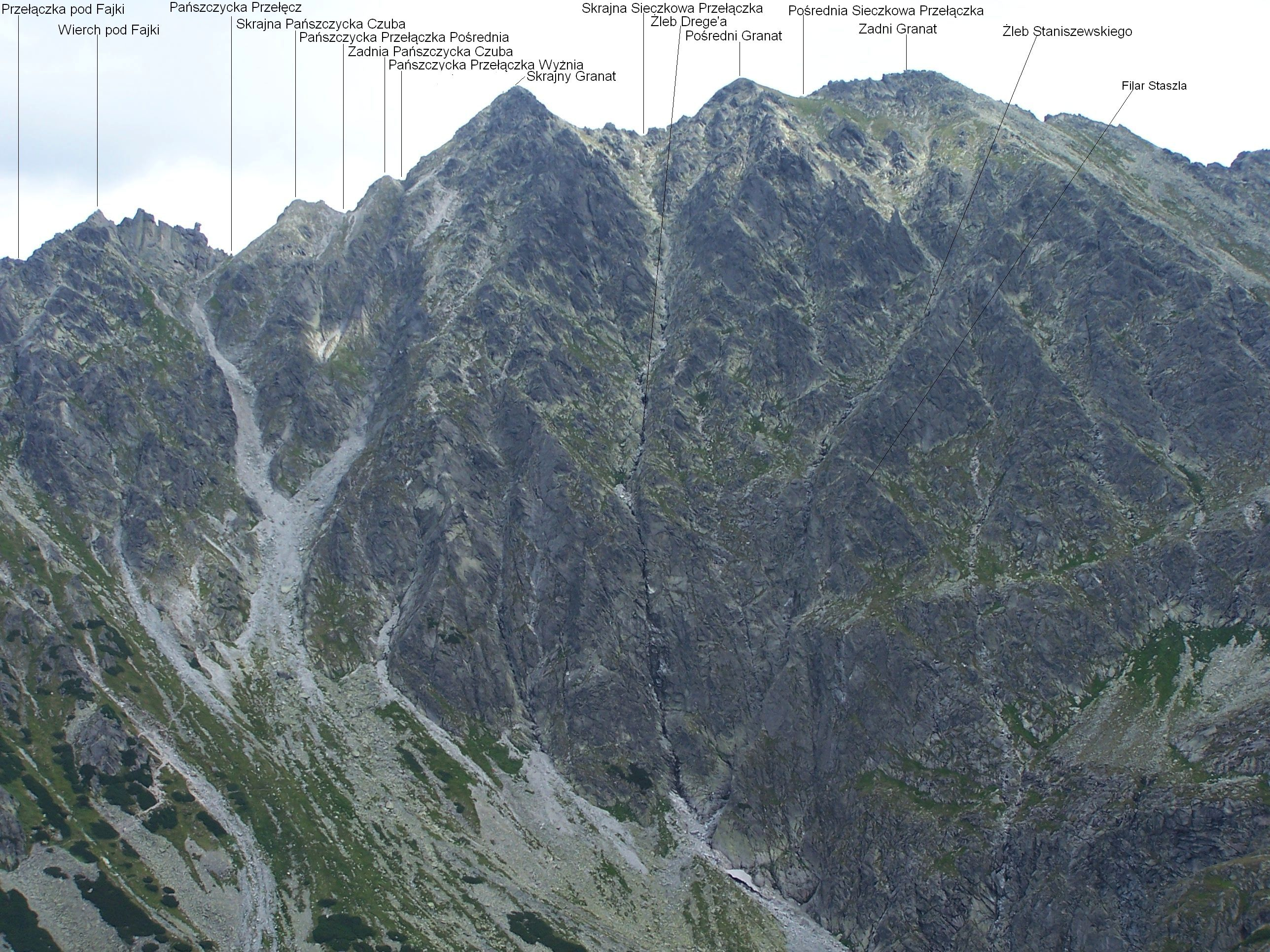
Widok od północnego zachodu

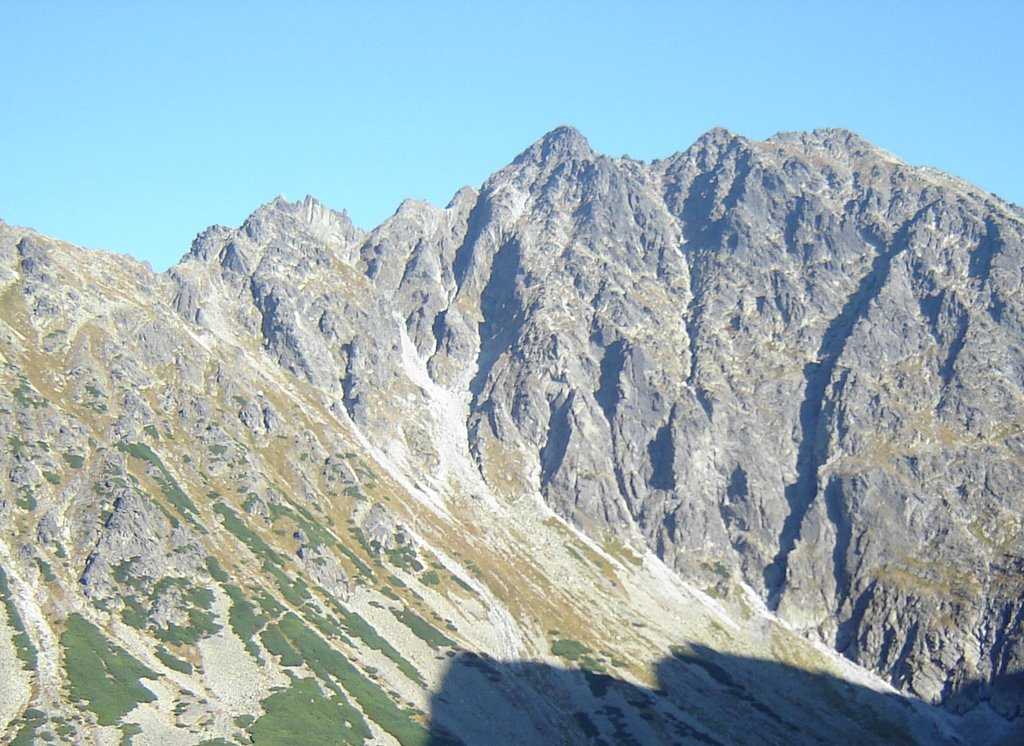
Od lewej: Wierch pod Fajki, Pańszczyckie Czuby, Skrajny, Pośredni i Zadni Granat

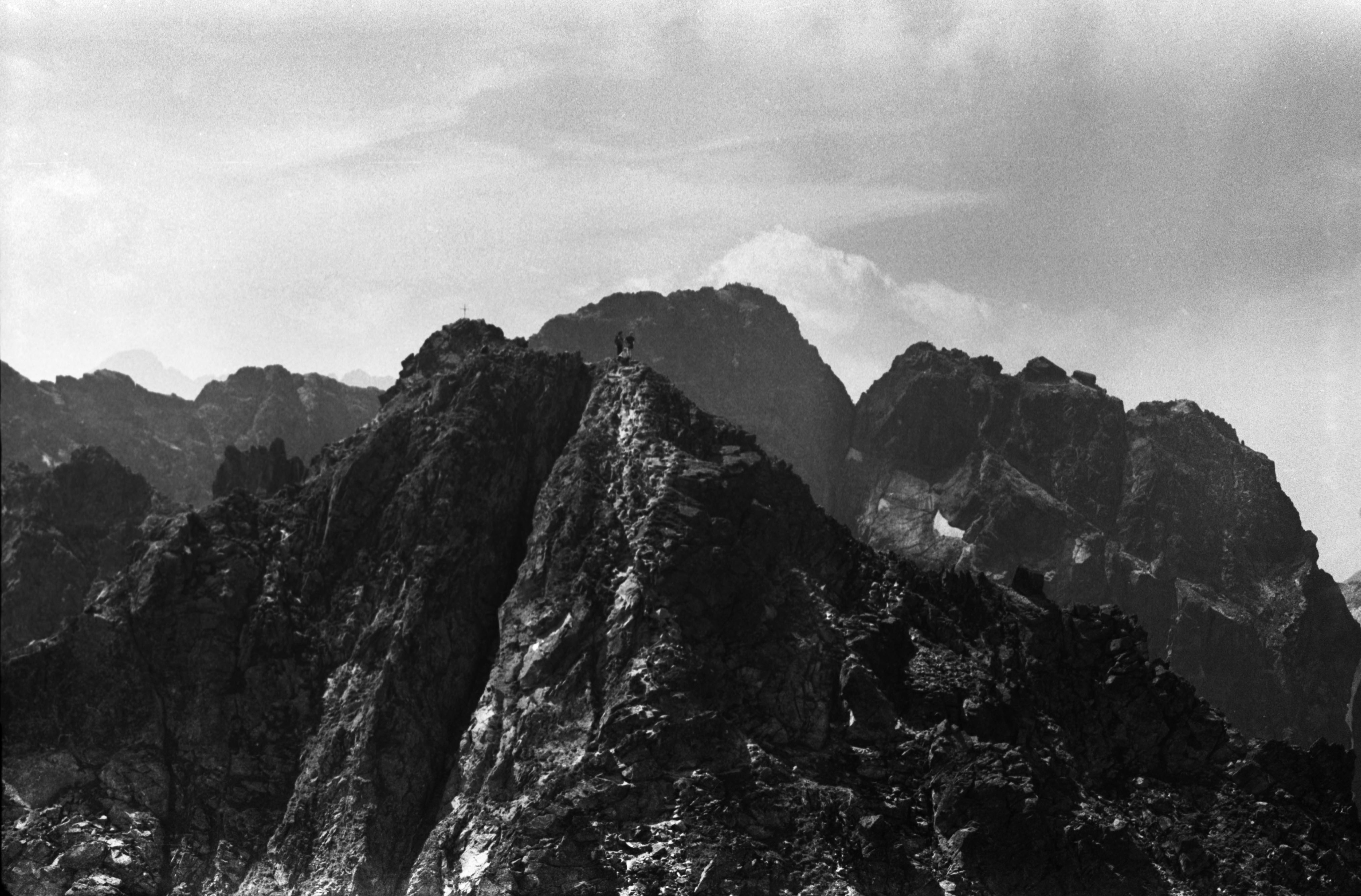
Krzyż na Zadnim Granacie – 1990 r.

Zadni Granat (2240 m, słow. Zadný Granát, niem. Südliche Granatenspitze, węg. Déli-Gránát-csúcs) – najwyższy z trzech wierzchołków masywu Granatów w długiej wschodniej grani Świnicy w polskich Tatrach Wysokich, położony na trasie Orlej Perci.

## Opis szczytu
Zadni Granat położony jest w grani łączącej Świnicę poprzez Kozi Wierch z Buczynowymi Turniami. Znajduje się w tej grani między Sieczkową Szczerbą (ok. 2210 m), oddzielająca go od Skrajnej Sieczkowej Turni i Pośrednią Sieczkową Przełączką (2218 m) oddzielającą go od Pośredniego Granatu (2234 m). W zboczach opadających do Doliny Czarnej Gąsienicowej wyróżnia się dwie części.
- zbocza południowo-zachodnie. Mają średnie i jednostajne nachylenie, wysokość około 300 m i są piarżyste. Ich dolną częścią prowadzi zielony szlak łączący Orlą Perć z Doliną Czarną Gąsienicową
- ściana zachodnia o wysokości około 500 m. Wyróżnia się w niej 3 piętra, Najniższe to wielki trawiasto-płytowy Kozi Taras, w dolnej części poderwany pasem ścian o wysokości około 70 m, opadających na piargi. Środkowa część to Kozi Zachód. Najwyższa część to trójkątna ściana szczytowa z żebrem i dwiema depresjami.

Zbocza wschodnie opadają do Dolinki Buczynowej; przecina je skośny Zachód Bednarskiego.
Z rzadkich roślin występują skalnica odgiętolistna i ukwap karpacki – gatunki w Polsce występujące tylko w Tatrach, i to na nielicznych stanowiskach.

## Turystyka i taternictwo
Pierwszymi udokumentowanymi zdobywcami szczytów Granatów byli ksiądz Eugeniusz Janota i Bronisław Gustawicz wraz z przewodnikiem Maciejem Sieczką. Nie byli oni jednak pierwsi na wierzchołkach, bo podczas wyprawy 19 września 1867 r. odnaleźli na Skrajnym Granacie ślady wcześniejszego pobytu człowieka. Zimą na szczycie pierwsi byli Henryk Bednarski i Stanisław Zdyb 29 marca 1908 r.
Przez Zadni Granat prowadzi trasa Orlej Perci, pokonywana najczęściej w kierunku od Zawratu na Krzyżne (odcinek Zawrat – Kozi Wierch jest jednokierunkowy). Przejście przez Granaty jest najłatwiejszym jej odcinkiem. Od czasów wytyczenia szlaku Orlej Perci szczyt, podobnie jak sąsiednie, zyskał na popularności wśród turystów. Najłatwiejsze wejście na Zadni Granat jest zielonym szlakiem łącznikowym, rozpoczynającym się ponad Zmarzłym Stawem Gąsienicowym przy szlaku na Kozią Przełęcz. Na wierzchołku Zadniego Granatu w 1989 r. postawiono metalowy krzyż.
Rejon Granatów jest udostępniony do uprawiania wspinaczki skalnej. Na Zadnim Granacie dla taterników interesująca jest jego zachodnia i wschodnia ściana. Są to duże ściany o umiarkowanych trudnościach. Ściana zachodnia cieszy się około 100-krotnie większą popularnością niż wschodnia – głównie z powodu bliskości bazy noclegowej i łatwych zejść. Jest na niej 9 dróg wspinaczkowych o trudności 0-V w skali tatrzańskiej. Na ścianie wschodniej jedna droga (IV). Wzrastająca popularność narciarstwa fokowego powoduje, że opadające do Dolinki Koziej zbocze południowo-zachodnie coraz częściej wykorzystywane jest przez narciarzy do zjazdu.
- Zachodnią grzędą; stopień trudności 0 w skali tatrzańskiej, od szlaku 45 min,
- Drogą „Wach-Wolf”, IV, 3 godz.,
- Drogą Kowalewski-Skierski; IV, w jednym miejscu V, 3 godz.,
- Drogą Kozłowski-Rubinowski; III, 4 1/2 godz.,
- Drogą Gładysza środkowym żebrem zachodniej ściany, III, 3 godz.,
- „Wariant Patrzykonta''; V, 3 godz.,
- Drogą Betkier-Nejman; V, 3 godz.,
- Filarem Staszela; V, 3 godz.,
- Wschodnią ścianą, IV[3].

## Szlaki turystyczne
– czerwony (Orla Perć) przebiegający granią główną z Zawratu przez Kozi Wierch, Granaty i Buczynowe Turnie na Krzyżne.
- Czas przejścia całej trasy z Zawratu na Krzyżne: 6:40 h
- Czas przejścia całej trasy z Krzyżnego na Kozi Wierch (część Zawrat – Kozi Wierch jest jednokierunkowa!): 3:35 h
- Czas przejścia z Koziego Wierchu na Zadni Granat: 1:15 h, z powrotem tyle samo
- Czas przejścia z Zadniego Granatu na Skrajny Granat: 20 min, z powrotem tyle samo

 – od żółtego szlaku na Kozią Przełęcz na Zadni Granat: 1:15 h, z powrotem 1:05 h